# Barbara Surma
Barbara Surma (ur. 22 lutego 1936 w Woli Dziankowskiej) – polska robotnica, poseł na Sejm PRL VII kadencji.

## Życiorys
Uzyskała wykształcenie podstawowe. Pracowała jako ustawiacz maszyn w Zgierskich Zakładach Przemysłu Wełnianego im. J. Dąbrowskiego „Fresco”. W 1976 uzyskała mandat posła na Sejm PRL w okręgu Łódź-Bałuty z ramienia Polskiej Zjednoczonej Partii Robotniczej. Zasiadała w Komisji Przemysłu Lekkiego oraz w Komisji Spraw Wewnętrznych i Wymiaru Sprawiedliwości.